# Закон о гуано
Закон о гуано (англ. Guano Act), или Закон о гуановых островах (Закон об островах с залежами гуано, англ. Guano Islands Act) — федеральный закон США, принятый Конгрессом 18 августа 1856 года, позволявший гражданам США завладевать островами с залежами гуано, расположенными где угодно вне юрисдикции других государств и не имеющими законных владельцев или местного населения. Закон также наделял президента США правом использования военной силы для защиты интересов этих граждан по отношению к содержащим залежи гуано островам.

Если гражданин Соединённых Штатов обнаруживает залежи гуано на каком-либо острове, рифе или скале, находящемся вне юрисдикции какого-либо иного Правительства, не занятом гражданами какого-либо иного Правительства, и ненасильственным способом вступает во владение таковым, поселяясь на нём, таковые остров, риф или скала могут, по усмотрению Президента, считаться принадлежащими Соединённым Штатам
Оригинальный текст (англ.)Whenever any citizen of the United States discovers a deposit of guano on any island, rock, or key, not within the lawful jurisdiction of any other Government, and not occupied by the citizens of any other Government, and takes peaceable possession thereof, and occupies the same, such island, rock, or key may, at the discretion of the President, be considered as appertaining to the United States.— первый параграф «Закона о гуано»

## Причины появления
В начале XIX столетия гуано начало высоко цениться в качестве сельскохозяйственного удобрения. В 1855 году в Соединённых Штатах стало известно о наличии богатых залежей гуано на островах Тихого океана. Конгресс принял данный закон для ускорения захвата и облегчения контроля над источниками ценного ресурса.
Закон явным образом разрешал считать гуановые острова владением США, однако также предусматривал, что США не обязаны сохранять за собой эти владения после истощения залежей гуано. При этом закон не конкретизировал статус, который получат данные территории после того, как перестанут представлять интерес для завладевших ими частных лиц — граждан США.
Закон положил начало концепции островных территорий Соединённых Штатов. Прежде любая территория, приобретаемая Соединёнными Штатами, сразу становилась интегральной частью страны, если только её статус не изменялся договором, и в принципе обладала возможностью стать в будущем штатом Союза. Закон о Гуано декларировал появление особой разновидности территорий, которые, находясь в ведении федерального правительства, не имели даже теоретической возможности повысить свой статус до уровня штата Союза. Такие территории также называются неинкорпорированными территориями.
В соответствии с данным законом были выдвинуты притязания на более чем 50 островов. К настоящему времени остаются во владении Соединённых Штатов следующие из них: Бейкер, Джарвис, Хауленд, риф Кингмен, атолл Джонстон, Мидуэй. Остальные в настоящий момент не являются территорией США. Принадлежность острова Навасса оспаривается Гаити. Ещё более сложный и по сей день не разрешённый спор ведётся вокруг принадлежности островов Серранилья и Бахо-Нуэво. В 1971 году США и Гондурас подписали договор, признающий суверенитет Гондураса над островами Сисне (Свон).